# Histoires extraordinaires
Pour les articles homonymes, voir Histoires extraordinaires (homonymie).
Ne doit pas être confondu avec Histoires mystérieuses.
Histoires extraordinaires est un recueil de nouvelles écrites par Edgar Allan Poe, puis traduites et réunies sous ce titre par Charles Baudelaire en 1856.

## Nouvelles du recueil
- Metzengerstein (1832)
- Manuscrit trouvé dans une bouteille (1833)
- Morella (1835)
- Ligeia (1838)
- Aventure sans pareille d'un certain Hans Pfaall (1839)
- Une descente dans le Maelstrom (1841)
- Double assassinat dans la rue Morgue (1841)
- Le Scarabée d'or (1843)
- Souvenirs de M. Auguste Bedloe (1844)
- Révélation magnétique (1844)
- Le Canard au ballon (1844)
- La Vérité sur le cas de M. Valdemar (1845)
- La Lettre volée (1845)